# Sirska državljanska vojna
Sirska državljanska vojna je aktualni večstranski konflikt v Siriji, ki vključuje različne državne in nedržavne akterje. Marca 2011 je nezadovoljstvo ljudstva z vladavino Bašarja al Asada sprožilo obsežne proteste in prodemokratične shode po vsej Siriji kot del širših protestov arabske pomladi v regiji. Po mesecih zatiranja s strani vladnega varnostnega aparata so se po vsej državi začele oblikovati različne oborožene uporniške skupine, kot je Svobodna sirska vojska, kar je označilo začetek sirskega upora. Do sredine leta 2012 je upor prerasel v pravo državljansko vojno.
Uporniške sile, ki so prejemale orožje od Nata in držav Zalivskega sveta za sodelovanje, so sprva močno napredovale proti vladnim silam, ki so prejemale finančno in vojaško podporo Irana in Rusije. Uporniki so zavzeli regionalni prestolnici Raka leta 2013 in Idlib leta 2015. Posledično sta Iran in Rusija leta 2014 in 2015 sprožila ločene vojaške intervencije v podporo sirski vladi, s čimer sta spremenila ravnotežje v konfliktu. Do konca leta 2018 so vse trdnjave upornikov razen delov regije Idlib padle v roke vladnim silam.
Leta 2014 je Islamska država zmagala v številnih bitkah tako proti uporniškim frakcijam kot proti sirski vladi. Skupaj s sočasnim uspehom v Iraku je skupini uspelo prevzeti nadzor nad velikim delom vzhodne Sirije in zahodnega Iraka, zaradi česar je koalicija CJTF pod vodstvom ZDA nad skupino sprožila kampanjo zračnega bombardiranja, hkrati pa zagotavljala kopensko podporo in oskrbo večinoma kurdskim milicam sirskih demokratičnih sil. Islamska država je bila konec leta 2017 ozemeljsko poražena, kar je doseglo vrhunec v ofenzivah v Raki in Deir ez Zorju. Avgusta 2016 je Turčija začela večstransko invazijo na severno Sirijo kot odgovor na ustanovitev Rojave, v procesu pa se je hkrati borila tudi proti Islamski državi in vladnim silam. Po dogovoru o premirju se je bojevanje med marcem 2020 in koncem leta 2024 na frontnih črtah večinoma umirilo, z občasnimi manjšimi spopadi.
Hudi spopadi so se obnovili novembra 2024 z veliko uporniško ofenzivo na severozahodu, ki jo je ob podpori zavezniških skupin sirske narodne vojske vodila skupina Tahrir al Šam (HTS), v kateri so uporniške skupine zavzele Alep, Hamo in Homs. Južni uporniki, ki so se do tedaj s sirsko vlado pobotali, so nato sprožili svojo lastno ofenzivo in zavzeli Darajo in Suvajdo. Sirska svobodna vojska in Sirske demokratične sile so prav tako sprožile lastni ofenzivi v Palmiri in Deir ez Zorju. Do 8. decembra so uporniške sile zavzele prestolnico Damask, čemur je sledil padec batističnega režima, sirski predsednik Bašar pa je pobegnil v Moskvo. Istega dne so izraelske sile vdrle v sirski guvernat Kuneitra, da bi zavzele ločitveno območje ZN na Golanski planoti.

## Pregled

### Izvor konflikta
Marca 2011 je nezadovoljstvo ljudstva z batistično vlado pripeljalo do obsežnih protestov in prodemokratičnih shodov po vsej Siriji, kot del širših protestov arabske pomladi v regiji. Številne proteste so varnostne sile zadušile v nasilnem zatrju, ki ga je ukazal Bašar al Asad, kar je povzročilo na desettisoče smrti in pridržanj, med katerimi je bilo veliko civilistov. Sirska revolucija se je spremenila v upor z oblikovanjem odporniških milic po vsej državi, ki se je do leta 2012 sprevrgel v pravo državljansko vojno.

### Potek dogodkov
Vojno vodi več frakcij. Sirske arabske oborožene sile skupaj z domačimi in tujimi zavezniki predstavljajo Sirsko arabsko republiko in Asadovo vlado. Nasprotuje ji Začasna sirska vlada, velika zveza prodemokratičnih, nacionalističnih opozicijskih skupin (katere vojaške sile sestavljajo Sirska nacionalna vojska in zavezniške Svobodne sirske milice). Druga opozicijska frakcija je Sirska odrešitvena vlada, katere oborožene sile zastopa koalicija sunitskih milic, ki jih vodi skupina Tahrir al Šam. Neodvisna od njih je avtonomna uprava severne in vzhodne Sirije, katere vojaška sila so Sirske demokratične sile (SDF), večetnične sile z arabsko večino, ki jih vodijo kurdske ljudske obrambne enote (YPG). Druge konkurenčne frakcije vključujejo džihadistične organizacije, kot sta podružnica Al Kaide Huras al Din (naslednica Fronte Al Nusra) in Islamska država (IS).
Številne tuje države, kot so Iran, Rusija, Turčija in Združene države, so bile neposredno vpletene v državljansko vojno in nudile podporo nasprotujočim si frakcijam v konfliktu. Iran, Rusija in Hezbolah vojaško podpirajo Sirsko arabsko republiko, pri čemer Rusija izvaja zračne napade in kopenske operacije v državi od septembra 2015. Od leta 2014 mednarodna koalicija pod vodstvom ZDA izvaja zračne in kopenske operacije predvsem proti Islamski državi in občasno proti proasadovim silam ter vojaško in logistično podpira frakcije, kot sta Revolucionarna komando vojska in Sirske demokratične sile (SDF). Turške sile trenutno zasedajo dele severne Sirije in se od leta 2016 borijo proti SDF, IS in Asadovi vladi, medtem ko aktivno podpirajo Sirsko narodno vojsko (SNA). Med letoma 2011 in 2017 so se boji iz sirske državljanske vojne prelili v Libanon, ko so nasprotniki in podporniki sirske vlade odpotovali v Libanon, da bi se borili in napadali drug drugega na libanonskih tleh. Medtem ko je Izrael uradno nevtralen, redno izmenjuje ogenj na mejah in izvaja ponavljajoče se udarce proti Hezbolahu in iranskim silam, katerih prisotnost v zahodni Siriji vidi kot grožnjo.
Nasilje v vojni je doseglo vrhunec v letih 2012–2017, vendar razmere ostajajo krizne. Do leta 2020 je sirska vlada nadzorovala približno dve tretjini države in utrjevala oblast. Boji na frontni črti med Asadovo vlado in opozicijskimi skupinami so se do leta 2023 večinoma umirili, vendar je v severozahodni Siriji prihajalo do rednih izbruhov nasilja, v južni Siriji pa so se pojavili obsežni protesti, ki so se razširili po vsej državi kot odziv na obsežno avtokratsko politiko in gospodarsko situacijo. Protesti so bili označeni kot podobni revoluciji leta 2011, kateri je sledila državljanska vojna.
Vojna je povzročila približno 470.000–610.000 nasilnih smrti, kar jo postavlja na mesto drugega najsmrtonosnejšega konflikta v 21. stoletju po drugi kongovski vojni. Mednarodne organizacije so tako rekoč vse vpletene strani – Asadovo vlado, IS, opozicijske skupine, Iran, Rusijo, Turčijo in koalicijo pod vodstvom ZDA obtožile hudih kršitev človekovih pravic in pokolov. Konflikt je povzročil veliko begunsko krizo, saj je na milijone ljudi zbežalo v sosednje države, kot so Turčija, Libanon in Jordanija; precejšnje število ljudi si je zatočišče poiskalo tudi v državah zunaj Bližnjega vzhoda, med drugim v Nemčiji, ki je od leta 2011 sprejela več kot pol milijona Sircev. Med vojno so bile sprožene številne mirovne pobude, vključno z mirovnimi pogajanji o Siriji v Ženevi marca 2017, ki so jih vodili Združeni narodi, vendar so se spopadi nadaljevali.

### Trenutno stanje
Oktobra 2019 so kurdski voditelji Rojave, avtonomne regije v Siriji, objavili, da so dosegli pomemben dogovor s sirsko vlado pod Asadom. Ta dogovor je bil sklenjen po umiku ZDA iz Sirije. Kurdski voditelji so sklenili ta dogovor, da bi pridobili pomoč Sirije pri zaustavitvi sovražnih turških sil, ki so vdrle v Sirijo in napadale Kurde.

Državljanska vojna se je do začetka leta 2023 večinoma umirila in zašla v pat položaj. Mirovni inštitut Združenih držav Amerike je dejal:
Dvanajst let po začetku uničujoče državljanske vojne v Siriji se zdi, da se je konflikt umiril. Čeprav je približno 30 % države pod nadzorom opozicijskih sil, so se hudi spopadi večinoma zaustavili in obstaja vse večji regionalni trend k normalizaciji odnosov z režimom Bašarja al Asada. V zadnjem desetletju je konflikt izbruhnil v enega najbolj zapletenih na svetu, v katerem je sodelovala vrtoglava vrsta mednarodnih in regionalnih sil, opozicijskih skupin, proksijev, lokalnih milic in skrajnih skupin. Sirsko prebivalstvo je bilo brutalno trpinčeno, skoraj pol milijona ubitih, 12 milijonov jih je zbežalo z domov, da bi našli varnost drugje, ter vsesplošna revščina in lakota. Medtem pa prizadevanja za politično rešitev niso prišla nikamor, zato Asadov režim ostaja trdno na oblasti.
Ameriški svet za zunanje odnose je dejal:
Vojna, katere brutalnost je nekoč prevladovala na naslovnicah časopisov, se je znašla v neprijetni pat poziciji. Upanje na spremembo režima je večinoma zamrlo, mirovna pogajanja so bila neuspešna, nekatere regionalne vlade pa ponovno razmišljajo o svojem sodelovanju s sirskim voditeljem Bašarjem al Asadom. Vlada je ponovno prevzela nadzor nad večino države in Asadov nadzor nad oblastjo se zdi varen.
Leta 2023 glavni vojaški spopad ni bil med sirsko vlado in uporniki, temveč med turškimi silami in frakcijami v Siriji. Konec leta 2023 so turške sile nadaljevale z napadi na kurdske sile v regiji Rojava. Z začetkom 5. oktobra 2023 so turške oborožene sile sprožile vrsto zračnih in kopenskih napadov proti Sirskim demokratičnim silam v severovzhodni Siriji. Zračni napadi so se začeli kot odgovor na bombni napad na Ankaro leta 2023, za katerega turška vlada trdi, da so ga izvedli napadalci iz severovzhodne Sirije.
27. novembra 2024 so poročali, da so uporniki v nenadni ofenzivi v severozahodni Siriji zavzeli 13 vasi, vključno s strateškima mestoma Urm Al Sughra in Andžara, ter bazo 46, največjo bazo sirskega režima v regiji. 28. novembra so poročali, da so ruska in sirska bojna letala v odgovor na ofenzivo bombardirala položaje upornikov. Poleg tega so iranski državni mediji poročali, da je bil brigadni general Islamske revolucionarne garde (IRGC) Kiumars Pourhašemi, višji iranski vojaški svetovalec v Siriji, ubit v Alepu. Naslednji dan so uporniške sile vstopile v Alep in znova zagnale spopad za mesto. 30. novembra je bilo zaseženih še več naselij, uporniki pa so vstopili v Hamo in Homs. 7. decembra 2024 so uporniške sile dosegle obrobje Damaska. Temu je sledilo obvestilo poveljstva sirske vojske častnikom, da se je Asadov režim končal. Istega dne je Rusija potrdila, da je Asad zapustil Sirijo in odstopil, Asadova družina pa je pobegnila v Moskvo in v Rusiji dobila azil.

## Zgodovina
V prvih letih je vladna stran izgubila precej ozemlja, zlasti na vzhodu države, kjer so nadzor nad guvernati Deir-ez-Zor, Hasaka in Raka prevzeli uporniki (Svobodna sirska vojska) in kurdske milice. Leta 2014 je prišlo do naglega vzpona Islamske države. Po njihovi ofenzivi v guvernatu Homs leta 2015 in izgubi guvernata Idlib konec marca istega leta, je postal položaj vladne strani zelo težak, vprašanje preživetje režima pa je postalo kritično.
V letu 2015 se začne intervencija mednarodne skupnosti proti Islamski državi, ki so jo vodile kurdske milice ob zračni podpori mednarodne koalicije. Do leta 2018 izgubi Islamska država še zadnje dele ozemlja v guvernatu Homs. Leta 2016 se je intervencije udeležila tudi Turčija s kopensko operacijo in okupirala del ozemlja ob svoji meji v guvernatih Alep, Raka in Hasaka.

### Rusko vojaško posredovanje v sirski državljanski vojni
Jeseni 2015 je prišlo do ruske vojaške intervencije na strani vlade, ki je potekala predvsem z letalskimi silami. V bližini Latakije je bilo zgrajeno rusko vojaško letališče Hmejmim, kjer je bil postavljen sistem zračne obrambe S-400. Letala, udeležena v vojni, so bila MiG-29K, Su-24, Su-25, Su-30, Su-34, Su-35, Su-57, Tu-22M in Tupoljev Tu-160. V letu 2016 se je odvila Bitka za Alep, v okviru katere je koalicija sirske vlade, Rusije, Irana in Hezbolaha osvojila največje sirsko mesto. Bitka je bila s strani analitikov prepoznana kot odločilna bitka v vojni.
Konec leta 2016 je bila pred sirsko obalo nameščena tudi bojna skupina ruske letalonosilke Admiral Kuznjecov razreda Admiral Kuznjecov skupaj s težko jedrsko raketno križarko Pjotr Veliki razreda Orlan in rušilcema razreda Fregat Severomorsk in Vice-admiral Kulakov. Admiral Kuznjecov je s posredovanjem v vojni doživel bojni krst, saj so njegovi palubni lovci MiG-29K in Su-33 opravili več napadov na tarče islamskih skrajnežev, v sklopu katerih sta bili dve letali izgubljeni.
Rusko intervencijo je podpirala tudi Črnomorska flota Ruske vojne mornarice, ki je s svojimi amfibijskimi ladjami razredov Ropuča in Tapir prevažala vojaško tehniko iz Sevastopola v svoje sirsko pomorsko oporišče Tartus. Ruske fregate razreda Burevestnik, korvete razreda Bujan in podmornice razreda Varšavjanka so na sirske cilje sprožile tudi napade z manevrirnimi raketami 3M-54 Kalibr.
V letih 2017–2019 je vladna stran osvojila večino ozemlja upornikov v guvernatih Rif-Dimašk, Hama, Homs, Dara, Alep in Idlib.
Sirija je bila med državljansko vojno prizorišče geopolitičnih posrednih konfliktov med Iranom in Izraelom ter med Rusijo in Turčijo. Ti so se kazali v obliki letalskih napadov izraelskih lovskih letal F-16 na iranske enote v Siriji ter v obliki turške sestrelitve ruskega letala Su-24 24. novembra 2015.
Leta 2021 je Rusija v Siriji prvič uporabila tri orožne sisteme, kar kaže na precej bolj odločno držo Rusije na Bližnjem vzhodu. 25. maja 2021 so bili prvič v zgodovini v Sirijo nameščeni trije mornariški bombniki Tu-22M, kar se je časovno ujelo s krstno plovbo najnovejše britanske letalonosilke Queen Elizabeth skozi Sredozemsko morje v Indijski ocean. 25. junija 2021 sta bila v Sirijo prvič nameščena dva prestreznika MiG-31K s hipersoničnimi balističnimi protiladijskimi raketami Kinžal. in poskusno izstrelila raketo Kinžal isti dan ter sodelovala v mornariških vajah s križarko Moskva in fregatama Admiral Essen ter Admiral Makarov in bombniki Tu-22M3. Prav tako naj bi bil v tem času v Siriji preizkušen najnovejši sistem zračne obrambe S-500, ki naj bi uspešno sledil »radarsko nevidnim« palubnim lovcem F-35 letalonosilke Queen Elizabeth.
Januarja 2022 so Sirske in Ruske letalske sile izvedle prvo skupno letalsko patruljiranje v zgodovini. Ruska lovska letala Su-35, bombniki Su-34 in letala za zgodnje opozarjanje A-50 ter sirska lovska letala MiG-23 in MiG-29 so izvedla polet nad Golansko planoto. Poleg tega je Rusko vojno letalstvo januarja svoja bojna letala začelo v Siriji prvič uporabljati izven svojega vojaškega letališča Hmejmim v Latakiji, in sicer je na vojaškem letališču Tijas oz. T-4 namestilo lovska letala MIG-29SMT.